# Adam Schiff
Adam Bennett Schiff (ur. 22 czerwca 1960 w Framingham) – amerykański polityk i prawnik, członek Partii Demokratycznej.

## Życiorys
W 1982 ukończył studia politologiczne na Uniwersytecie Stanforda, zaś w 1985 – uzyskał doktorat z zakresu nauk prawnych w Harvard Law School. Pracował jako asystent sędziego, po czym został prokuratorem federalnym w Los Angeles. Był m.in. oskarżycielem w sprawie Richarda Millera, byłego funkcjonariusza FBI skazanego za szpiegostwo na rzecz Związku Radzieckiego. 
Od 1996 wchodził w skład Senatu Stanu Kalifornia. Następnie, od 3 stycznia 2001, był członkiem Izby Reprezentantów Stanów Zjednoczonych. Zasiadał w niej, będąc wybieranym z okręgów stanu Kalifornia: 27. (do 2003), 29. (2003–2013), 28. (2013–2023) i 30. (od 2023).
W 2024 został wybrany do Senatu Stanów Zjednoczonych. Mandat objął 9 grudnia.
Jest żonaty i ma dwoje dzieci. Mieszka w Los Angeles.